# Dynamisch verkeersmanagement
Dynamisch verkeersmanagement is een verzamelnaam voor geautomatiseerde real-time maatregelen om de verkeersafwikkeling te reguleren. Dit kan plaatsvinden voor zowel het wegverkeer als het railverkeer.

## Railverkeer
Voorbeelden van dynamisch verkeersmanagement zijn:
- Dynamisch Railverkeersmanagement

## Wegverkeer
- Rijstrooksignalering
- Toeritdosering
- Dynamisch Route Informatie Paneel (DRIP's)
- Dynamische wegmarkering
- Intelligente Snelheidsaanpassing (ISA, in het Engels Intelligent Speed Adaptation), ook wel genaamd Elektronische Snelheids Beheersing (EBS)
- Volgtijd Informatie Systeem (VIS)
- Rotatiepaneel en Bijzonder Bord (RPBB), zoals:
  - rotatiepaneel met roterende 3-vlaks lamellen, ook wel kantelwalsbord genoemd (rotary prism fixed text variable message sign)

Sommige maatregelen kunnen in een verkeerscentrum worden gecoördineerd en aangestuurd.
Onderzoek naar effecten en mogelijkheden van dynamisch verkeersmanagement vindt onder meer plaats in het kader van Regiolab Delft.
Voor goed verkeersmanagement zijn veel en actuele gegevens nodig. Verkeersmonitoring is daartoe een belangrijk hulpmiddel.